# Торус (Бразилия)
Торус (порт. Touros)  —  муниципалитет в Бразилии, входит в штат Риу-Гранди-ду-Норти. Составная часть мезорегиона Восток штата Риу-Гранди-ду-Норти. Входит в экономико-статистический  микрорегион Литорал-Нордести. Население составляет 32 801 человек на 2006 год. Занимает площадь 839,351 км². Плотность населения — 39,1 чел./км².

## История
Город основан 27 марта 1835 года.

## Статистика
- Валовой внутренний продукт на 2003 год составляет 87 162 231,00 реалов (данные: Бразильский институт географии и статистики).
- Валовой внутренний продукт на душу населения на 2003 год составляет 2853,66 реалов (данные: Бразильский институт географии и статистики).
- Индекс развития человеческого потенциала на 2000 год составляет 0,595 (данные: Программа развития ООН).